# Angiotensinogeno
L'angiotensinogeno è una glicoproteina prodotta principalmente dal fegato appartenente alla classe delle α2-globuline, dalla quale, grazie all'azione dell'enzima renina, vengono prodotte l'angiotensina I e, quindi, grazie all'enzima convertitore dell'angiotensina (ACE) espresso dai capillari polmonari, l'angiotensina II.